# Catedral do Santo Nome de Jesus
Catedral do Santo Nome de Jesus é um templo católico localizado na cidade de Raleigh, Estados Unidos. A Catedral é a quinta maior igreja do Estados Unidos, podendo comportar até 2.000 pessoas sentadas.
O atual edifício substitui a antiga Catedral, que servia como sede do Bispo desde a fundação de Raleigh em 1924, mas cujas dimensões eram muito mais modestas, com capacidade para apenas 250 pessoas. O terreno sobre o qual a Catedral foi construída foi adquirida pelo padre Thomas Frederick Price em 1899. Padre Thomas foi o primeiro nativo da Carolina do Norte a ser ordenado padre.
O projeto, e supervisão da construção, da Catedral foi realizado pela O'Brien & Keane Architecture.
O órgão da Catedral foi construído artesanalmente pela empresa C. B. Fisk Inc. e seu design foi inspirado em orgãos do século XIX.